# Caso Estados Unidos v. Nixon
Estados Unidos v. Nixon foi um célebre processo judicial travado em 1974 na Suprema Corte dos Estados Unidos, entre os Estados Unidos e o então reeleito presidente norte-americano Richard Nixon que, acusado de envolvimento em uma ação criminosa contra o escritório do partido opositor durante a campanha presidencial de 1972, alegava em juízo que não estava obrigado a apresentar provas que o incriminassem, valendo-se da prerrogativa do seu cargo. As evidências do seu envolvimento no caso levaram à abertura de um novo processo de impeachment contra o presidente, que tinha pedidos arquivados desde 1971.
O resultado do julgamento foi favorável aos EUA por unanimidade (8–0) e considerado crucial para os estágios finais da investigação do escândalo político que ficou conhecido como Caso Watergate e a consequente decisão pelo impeachment. É considerado também como um precedente decisivo para a imposição de limites no poder do presidente dos EUA a partir de então.
A sentença final da Suprema Corte ocorreu em 24 de julho de 1974, depois de pouco mais de duas semanas de argumentações. Em 9 de agosto, dezesseis dias depois, Nixon renunciaria ao cargo de presidente dos Estados Unidos.

## Antecedentes
O primeiro pedido de impeachment de Nixon foi liderado pelo advogado Charles Morgan Jr. em 1971, através da ONG ACLU. O pedido de impeachment naquele ano foi pelos indícios de que Nixon havia autorizado o uso de excessivo poder bélico nos bombardeios aéreos no Camboja, na Operação Menu, durante a Guerra do Vietnã.
Uma nova ação de impeachment, por crimes e contravenções, foi impetrada em 31 de julho de 1973 pelo representante dos EUA Robert F. Drinan.
O Caso Watergate começou durante a campanha presidencial de 1972, disputada pelo senador democrata George McGovern, da Carolina do Sul e o presidente Nixon, candidato à reeleição pelo Partido Republicano.
Na madrugada de 17 de junho de 1972, cerca de cinco meses antes da eleição geral, cinco homens, entre eles um funcionário da CIA, foram surpreendidos e presos depois de arrombarem e invadirem o escritório do Comitê Nacional do Partido Democrata, localizado no complexo do edifício Watergate, em Washington, D.C.. Os homens tinham pelo menos dois dispositivos capazes de captar e transmitir conversas telefônicas, ferramentas usadas no arrombamento, e cerca de US$ 2 300 em dinheiro, a maior parte em notas de US$ 100, com os números de série em sequência. Tinham também rádio-comunicadores, além de equipamentos e filmes fotográficos. Havia duas gavetas de arquivo abertas, e as autoridades declararam que os homens estavam se preparando para registrar o conteúdo dos documentos. Nas investigações, descobriu-se que um cheque de US$ 25 000, aparentemente destinado à campanha de reeleição do presidente Nixon, havia sido depositado em abril, dois meses antes do arrombamento, em uma conta bancária de um dos cinco homens presos.
Em 18 de maio de 1973, o procurador-geral de Nixon, Elliot Richardson, nomeou Archibald Cox para o cargo de procurador especial, que ficaria encarregado de investigar o arrombamento. Em junho de 1973, o ex-conselheiro presidencial John W. Dean III declarou aos investigadores do Senado e promotores federais que foram discutidos com o presidente Nixon ou na sua presença, em pelo menos 35 ocasiões entre janeiro e abril, os aspectos para se acobertar o escândalo Watergate. Dean alegou que o presidente Nixon estava profundamente envolvido no acobertamento do escândalo e que tinha conhecimento prévio de pagamentos feitos para comprar o silêncio dos que conspiravam contra ele.
Em outubro de 1973, Nixon demitiu Cox, o que levou à demissão do procurador-geral Elliot Richardson e de seu vice, William Ruckelshaus, fato que ficou conhecido como Saturday Night Massacre. No entanto, a indignação pública forçou Nixon a nomear um novo promotor especial, Leon Jaworski, que foi acusado de conduzir a investigação de Watergate de forma tendenciosa a beneficiar o governo.
O nome "Watergate" foi considerado por parte da mídia, como inadequado para abranger todas as transgressões cometidas por Nixon e outros membros da sua administração. O caso do arrombamento na sede do Comitê Nacional Democrata foi apenas o começo de uma investigação que se desenvolveu sobre mau uso de fundos federais, subornos, obstrução da justiça e outros.
| “ | A administração Nixon foi a mais assolada por escândalos na história americana. E os escândalos não envolveram apenas o saque aos cofres públicos por agentes do governo... Eles evoluíram abrangendo uma variedade de ações políticas ilegais e extra jurídicas direcionadas para o presidente e seus assistentes-chefes, incluindo o ex-procurador geral dos Estados Unidos, que tentou subverter o sistema político americano. | ” |
|   | — Melvin Small, biógrafo de Richard Nixon.. |   |

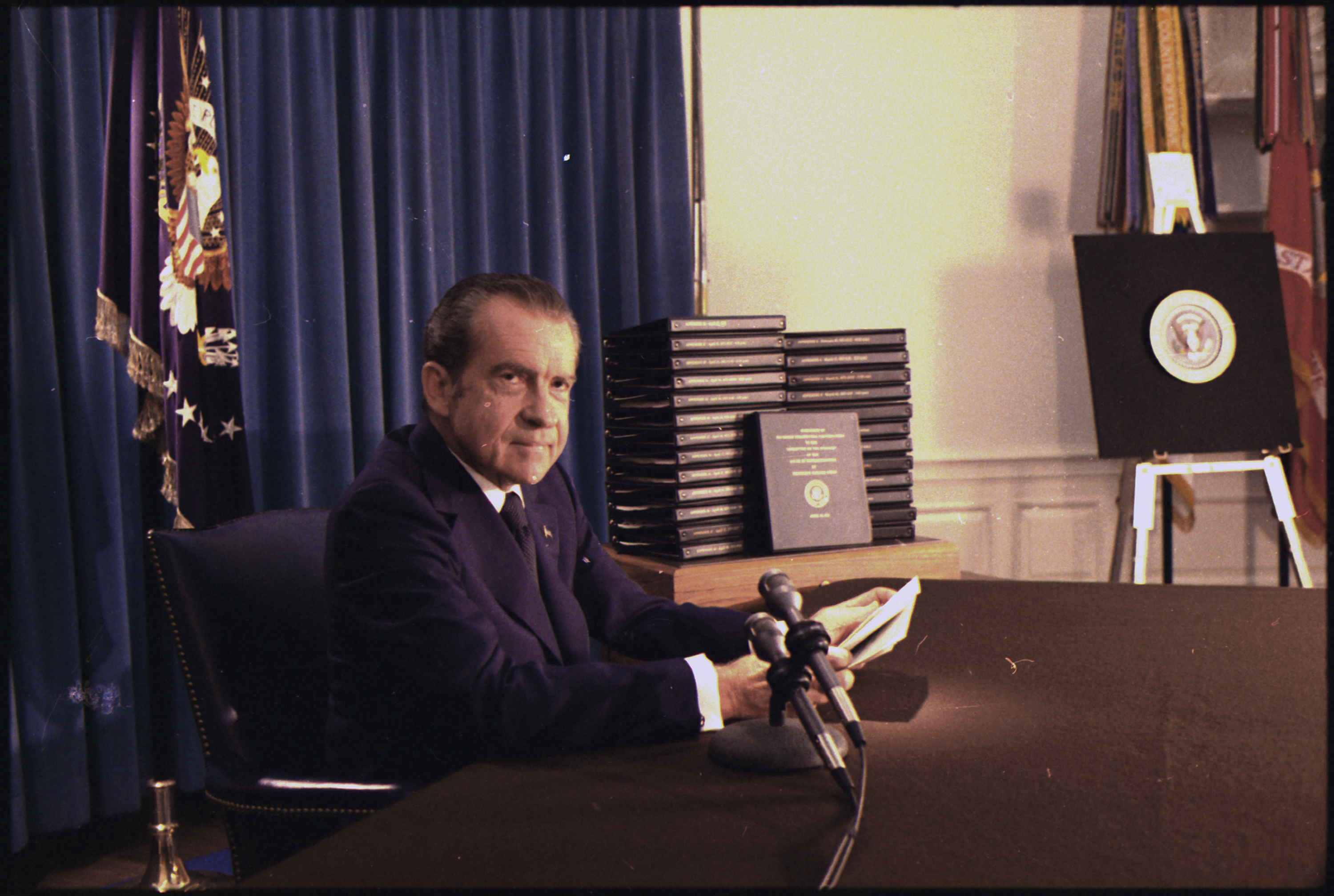
Conferência de imprensa em 29 de abril de 1974, em que Nixon entrega as transcrições das gravações feitas na Casa Branca.

Em abril de 1974, Jaworski obteve uma intimação ordenando que Nixon liberasse as gravações e documentos relacionados a reuniões específicas entre o presidente e os indiciados pelo júri. Acreditava-se que as gravações das conversas que deveriam ser reveladas contivessem indícios de danos envolvendo os acusados e talvez o próprio presidente.
Na esperança de que o promotor Jaworski e a nação ficassem satisfeitos, Nixon entregou as transcrições editadas (com trechos apagados) de 43 conversas, incluindo partes de vinte conversas, exigidas pela acusação. James St. Clair, o advogado de Nixon, em seguida, solicitou ao juiz John Sirica, do Tribunal Distrital Americano no Distrito de Columbia, que anulasse a acusação. Sirica negou a moção de Nixon e ordenou que o presidente divulgasse as transcrições originais das fitas até 31 de maio.

## Julgamento pela Suprema Corte
Tanto Nixon quanto Jaworski apelaram diretamente para a Suprema Corte, que ouviu os argumentos em 8 de julho. O advogado de Nixon argumentou que o assunto não deveria ser sujeito a "resolução judicial", uma vez que a matéria era uma disputa dentro do poder executivo e o próprio executivo deveria resolver internamente tal disputa. Além disso, ele afirmou que o promotor especial Jaworski não provou que os materiais solicitados eram absolutamente necessários para o julgamento dos sete homens. Baseado nisto, ele alegou que Nixon tinha um privilégio executivo absoluto para proteger as comunicações entre os "altos funcionários do governo e aqueles que o aconselham e o ajudam no exercício das suas funções."
| “ | O Presidente não pode proteger-se de produzir prova em um processo criminal com base na doutrina do privilégio executivo, embora seja válida em outras situações." | ” |
|   | — Premissa legal em que se baseou o julgamento.. |   |

### Decisão da Corte

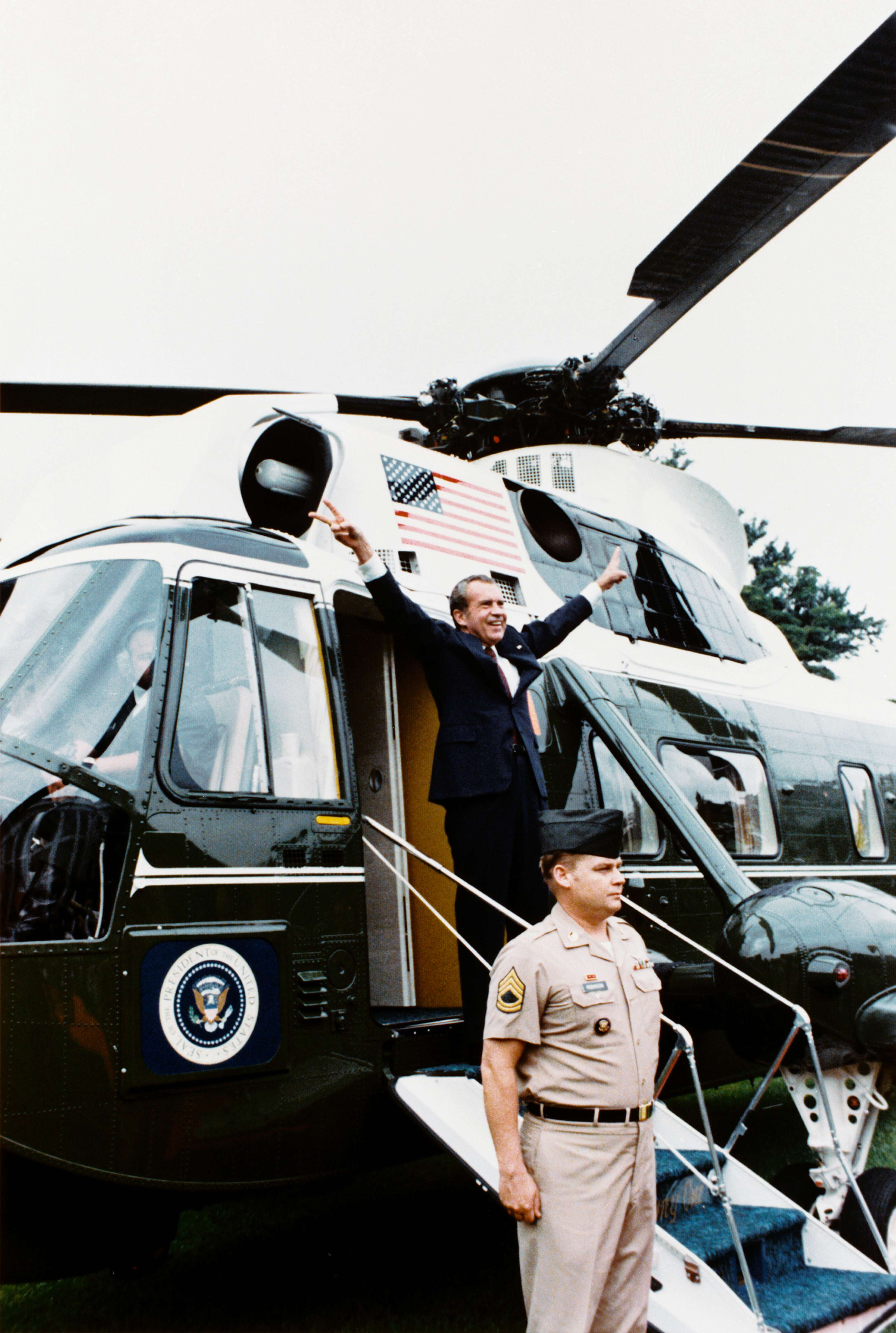
Richard Nixon deixa a Casa Branca a bordo do Army One, em 9 de agosto de 1974.

Menos de três semanas depois de ouvir os argumentos orais, em 24 de julho de 1974, a Corte emitiu sua decisão. Os juízes esforçaram-se para escrever uma opinião em que todos os oito poderiam concordar. Eram tão fortes as evidências contidas nas gravações, de que tinha havido práticas criminosas pelo presidente e seus homens, que não houve nenhuma discordância. Por fim, o Chefe de Justiça Warren E. Burger emitiu a decisão unânime. Com isto, a Corte pôde finalmente resolver a questão posta por Jaworski de que realmente existia um "risco provável de que cada uma das fitas continham conversas relevantes para os crimes praticados na acusação." A Corte rejeitou a alegação de Nixon de que existia um "privilégio presidencial absoluto, sem ressalvas da imunidade de processo judicial em todas as circunstâncias."
| “ | A decisão levou em consideração que a prerrogativa do privilégio de confidencialidade nas comunicações presidenciais, poderia prejudicar a necessidade de proporcionar clareza e equidade em julgamentos criminais. Sendo as circunstâncias um tanto originais, teve valor limitado como um precedente, mas ilustra um caso em que o Tribunal questionou a autoridade executiva. | ” |

O parecer do Chefe de Justiça Warren Burger baseou-se na decisão unânime do tribunal, composto pelos juízes William O. Douglas, William J. Brennan, Potter Stewart, Byron White, Thurgood Marshall, Harry Blackmun e Lewis F. Powell. Burger, Blackmun e Powell haviam sido nomeados para a Suprema Corte no primeiro mandato de Nixon. O juiz associado William Rehnquist, também nomeado por Nixon, absteve-se de votar por ter servido na administração anterior de Nixon como procurador-geral adjunto.
Em 27 de julho de 1974, três dias depois da decisão, um novo pedido de impeachment foi aprovado pelo Comitê Judiciário dos EUA, com nove acusações contra o presidente, entre elas, de fazer declarações falsas ou enganosas para administradores e empregados dos Estados Unidos, reter provas ou informações relevantes, interferir na condução de investigações, subornar testemunhas para obter silêncio ou influenciar depoimentos, e outras.
| “ | Usando os poderes do cargo de Presidente dos Estados Unidos, Richard M. Nixon, em violação do seu fiel juramento constitucional de exercer o cargo de Presidente dos Estados Unidos e, com o melhor de sua capacidade, preservar, proteger e defender a Constituição dos Estados Unidos, e em violação do seu dever constitucional de cuidar para que as leis sejam fielmente executadas, tem repetidamente se envolvido num comportamento que viola os direitos constitucionais dos cidadãos, prejudicando a administração devida e adequada da justiça e a condução dos inquéritos legais ou violando as leis que regem as agências do Poder Executivo e o propósito dessas agências. | ” |
|   | — Parecer do Comitê Judiciário dos EUA sobre o segundo artigo do processo de impeachment do presidente Nixon.. |   |

## Renúncia

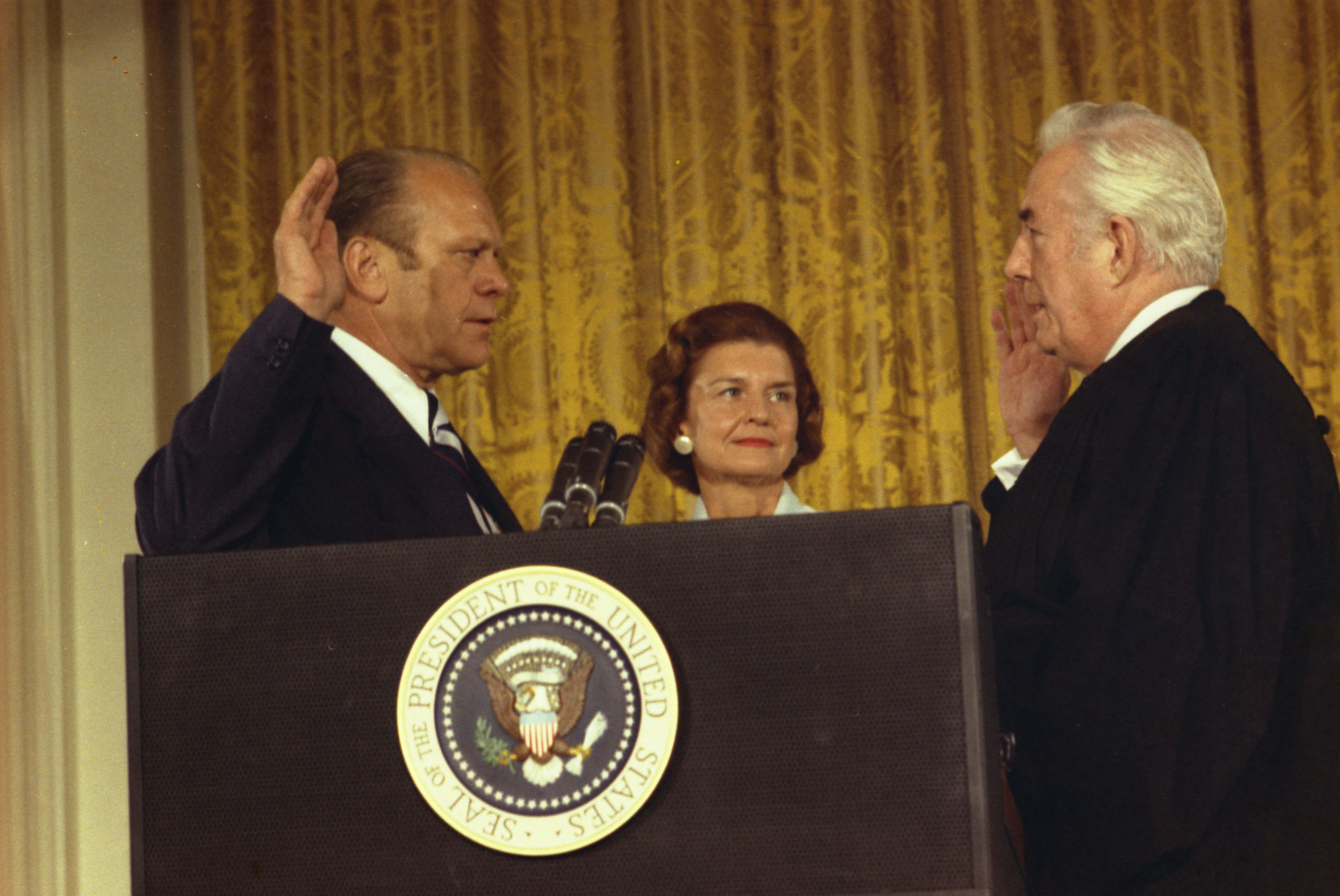
Gerald Ford faz o juramento ante o Chefe de Justiça Warren Burger, ao assumir a presidência dos EUA em 9 de agosto de 1974.

Antes de ser oficialmente afastado do cargo, Nixon renunciou dezesseis dias depois do julgamento, em 9 de agosto de 1974. O discurso, comunicando à nação a sua renúncia, iniciou às 21h01 do dia anterior, no horário local. Foi transmitido ao vivo pelos meios de comunicação para todo o mundo e teve uma audiência até então nunca vista. Só nos EUA, foram 150 milhões de espectadores. Logo depois da renúncia, no mesmo dia 9 de agosto, assumiu a presidência dos Estados Unidos, seu vice-presidente Gerald Ford.
| “ | Renunciarei à presidência efetivamente amanhã ao meio-dia.[...] Eu lamento profundamente todos os danos que possam ter ocorrido no curso dos acontecimentos que levaram a esta decisão. Eu gostaria de dizer apenas que, se alguns dos meus julgamentos estavam errados – e alguns estavam errados – eles foram feitos no que eu acreditava na época, que fossem do melhor interesse da nação... Vou sem rancor daqueles que foram contra mim. | ” |
|   | — Discurso de Nixon em 8 de agosto de 1974, comunicando a sua renúncia.. |   |

## Perdão oficial a Nixon

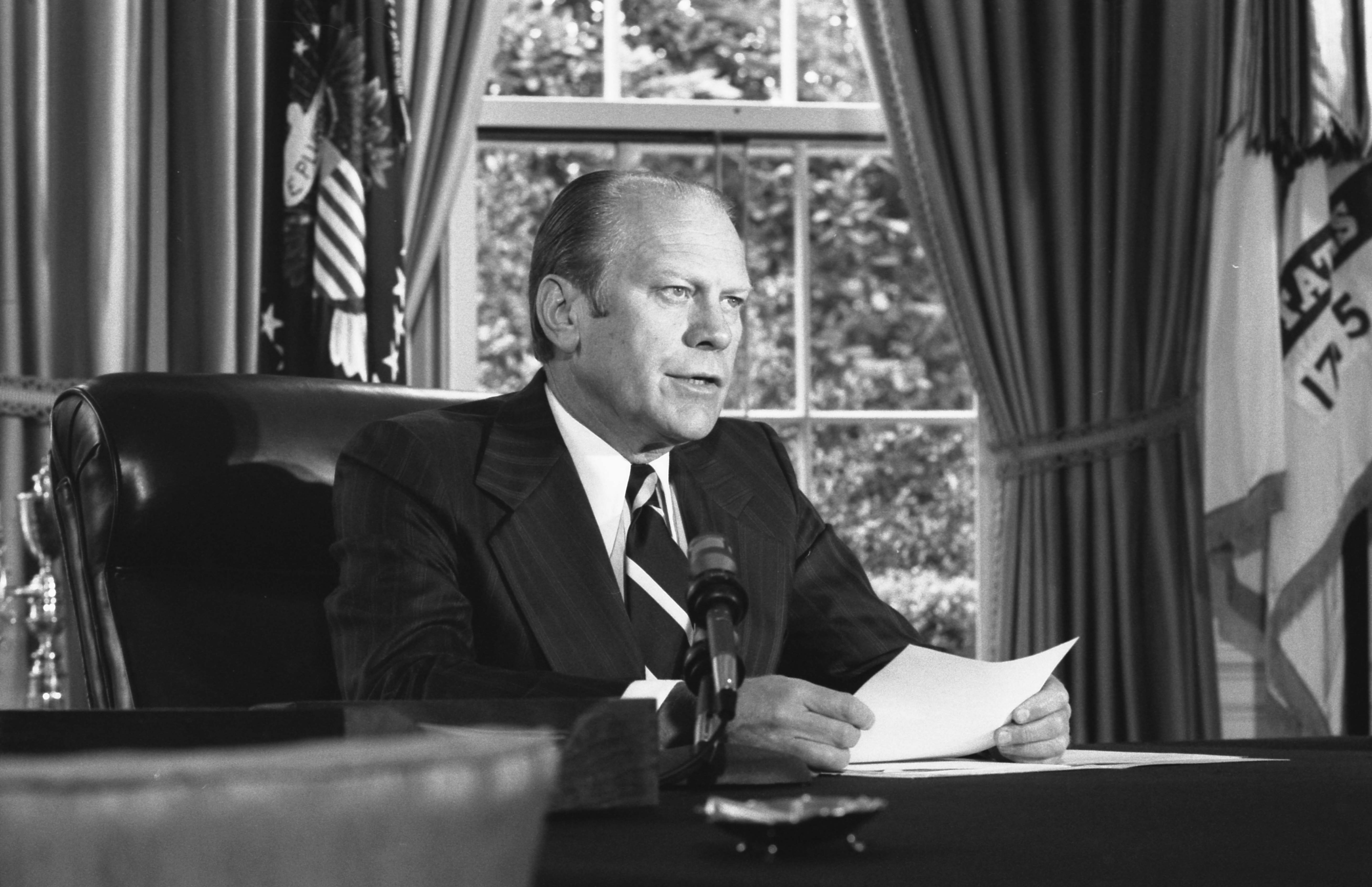
Gerald Ford anuncia a decisão de conceder o perdão a Richard Nixon.

Em 8 de setembro de 1974, um mês depois da renúncia de Nixon, o presidente Gerald Ford concedeu oficialmente, através do Decreto n.º 4311, o "perdão total, livre e absoluto" da nação ao ex-presidente.
| “ | Eu, Gerald R. Ford, Presidente dos Estados Unidos, de acordo com o poder de perdão conferido pelo Artigo II, Seção II da Constituição, concedo por meio deste documento, o total, livre e absoluto perdão a Richard Nixon por todas as ofensas contra os Estados Unidos que ele, Richard Nixon, tenha cometido ou possa ter cometido ou tomado parte durante o período de 20 de julho de 1969 a 9 de agosto de 1974. | ” |